# Віїле-Сату-Маре (комуна)
Віїле-Сату-Маре (рум. Viile Satu Mare) — комуна у повіті Сату-Маре в Румунії. До складу комуни входять такі села (дані про населення за 2002 рік):
- Віїле-Сату-Маре (2059 осіб) — адміністративний центр комуни
- Медіша (276 осіб)
- Тетерешть (620 осіб)
- Тіряк (88 осіб)
- Чонкешть (199 осіб)

Комуна розташована на відстані 433 км на північний захід від Бухареста, 14 км на південь від Сату-Маре, 110 км на північний захід від Клуж-Напоки.

## Населення
За даними перепису населення 2002 року у комуні проживали 3242 особи.
Національний склад населення комуни:
| Національність | Кількість осіб | Відсоток |
| -------------- | -------------- | -------- |
| угорці         | 1495           | 46,1%    |
| румуни         | 1348           | 41,6%    |
| цигани         | 379            | 11,7%    |
| німці          | 15             | 0,5%     |
| українці       | 2              | 0,1%     |
| італійці       | 1              | < 0,1%   |

Рідною мовою назвали:
| Мова       | Кількість осіб | Відсоток |
| ---------- | -------------- | -------- |
| румунська  | 1544           | 47,6%    |
| угорська   | 1537           | 47,4%    |
| циганська  | 153            | 4,7%     |
| німецька   | 3              | 0,1%     |
| українська | 2              | 0,1%     |
| італійська | 1              | < 0,1%   |

Склад населення комуни за віросповіданням:
| Релігія                                       | Кількість осіб | Відсоток |
| --------------------------------------------- | -------------- | -------- |
| реформати                                     | 1353           | 41,7%    |
| православні                                   | 1266           | 39,0%    |
| греко-католики                                | 416            | 12,8%    |
| римо-католики                                 | 109            | 3,4%     |
| п'ятдесятники                                 | 49             | 1,5%     |
| баптисти                                      | 24             | 0,7%     |
| не релігійні                                  | 4              | 0,1%     |
| адвентисти                                    | 1              | < 0,1%   |
| лютерани (Синодально-пресвітеріанська церква) | 1              | < 0,1%   |
| атеїсти                                       | 1              | < 0,1%   |
| не вказали релігію                            | 2              | 0,1%     |